# Next Time We Love
Next Time We Love ist ein US-amerikanisches Melodram von Edward H. Griffith aus dem Jahr 1936, in dem Margaret Sullavan und James Stewart die Hauptrollen übernahmen. Der Film basiert auf dem Roman Next Time We Live von Ursula Parrott, der 1935 erschien.

## Handlung
Cicely arbeitet eigentlich als Lehrerin. Als sie nach den Ferien in den Zug steigen will, um ihre Arbeit erneut aufzunehmen, fragt ihr Freund, der Zeitungsreporter Christopher Tyler, sie, was wohl wäre, wenn sie diesen Zug nicht nehmen würde. Cicely bleibt bei ihm und beide heiraten spontan. Seine nun frischgetraute Ehefrau akzeptiert, dass ihr Mann als Auslandskorrespondent viel unterwegs sein wird – so kennt sie ihn und unter dieser Voraussetzung hat sie ihn geheiratet. Und so ist es auch nicht ihr Mann, dem sie ihre Schwangerschaft zuerst offenbart, sondern dessen bester Freund, der Schauspieler Tommy Abbott. Das gemeinsame Kind Kit kommt zur Welt, als Christopher gerade in Rom weilt. Vollkommen überrascht reist er in die USA zurück, um seiner geschwächten Frau beistehen zu können. Seine Zeitung verpasst dadurch wichtige Schlagzeilen. Die Konsequenz ist für die junge Familie drastisch: Christopher wird entlassen.
Während er sich in den folgenden Monaten mehr schlecht als recht über Wasser hält, folgt Cicely einem Angebot Tommys, bei einem Regisseur vorzusprechen. Cicely wird engagiert und steigt in den folgenden Jahren zu einem der größten Broadway-Stars auf. Es gelingt ihr sogar, Christopher seinen Job bei der Zeitung zurückzuholen, der ihn allerdings über Monate hinweg nach Sibirien und China schickt. Weder Cicely, noch der gemeinsame Sohn haben viel von ihm, der nur wenige Tage im Jahr zu Hause ist. Das Paar lebt sich auseinander und doch weiß Cicely nicht den wahren Grund, warum Christopher auf eine Scheidung drängt. Er leidet an einer unbekannten, aber tödlichen Krankheit, die er sich in China zugezogen hat. Bei einem letzten Treffen offenbart sich Christopher seiner Frau, die ihm schwört, ihm bis in den Tod treu zu sein.

## Produktion
Ursprünglich sollte Francis Lederer die Rolle des Christopher Tyler in Next Time We Love übernehmen, war jedoch zu dem Zeitpunkt nicht frei. Margaret Sullavan konnte bei Universal Pictures durchsetzen, dass man den zu dem Zeitpunkt nahezu unbekannten James Stewart als ihren Co-Star bei MGM auslieh. Da James Stewart in frühen Szenen des Films manieristisch agierte, probte Sullavan mit ihm nächtelang, so dass er schließlich „so verändert von Universal [zu MGM] zurückkam, daß [man] ihn kaum wiedererkannte. In seinen nächsten Filmen bei MGM legte er ein Selbstvertrauen und eine Beherrschung seines Metiers an den Tag, die einfach verblüffend waren.“
Die Dreharbeiten begannen am 21. Oktober 1935 und endeten im Dezember 1935. Ende Januar 1936 kam der Film in die US-amerikanischen Kinos.

## Kritik
Die Kritiken für Next Time We Love waren gemischt. Während das Time Magazine Stewarts Spiel als „natürlich, spontan und alles in allem ausgezeichnet“ hervorhob kritisierte Variety den Film, der hauptsächlich aus „einer Reihe von Verhaltensweisen besteht, die häufig weder Sinn noch Verstand haben“. Der Film wäre sehr schmalzig und eine der „typisch … schamlosen Schnulzen, welche die Studio-Bosse … um jeden Preis auf [Sullavan] zuschnitten.“